# Rhyacophila coreana
Rhyacophila coreana är en nattsländeart som beskrevs av Tsuda 1940. Rhyacophila coreana ingår i släktet Rhyacophila och familjen rovnattsländor. Inga underarter finns listade i Catalogue of Life.